# Малунг-Селен (община)
Малунг-Селен (на шведски: Malung-Sälens kommun) е община разположена в лен Даларна, централна Швеция с обща площ 4339 km2 и население 10 061 души (към 31 декември 2013). Административен център е град Малунг.
Теренът в района е до голяма степен подпланинси, с изобилие на блата и гори. На север са южните планини в Швеция, отбелязващи началото на скандинавската планинска верига. Камъните са предимно метаморфни и седиментни скали, с поява на базалт.